# Anthony Fisher

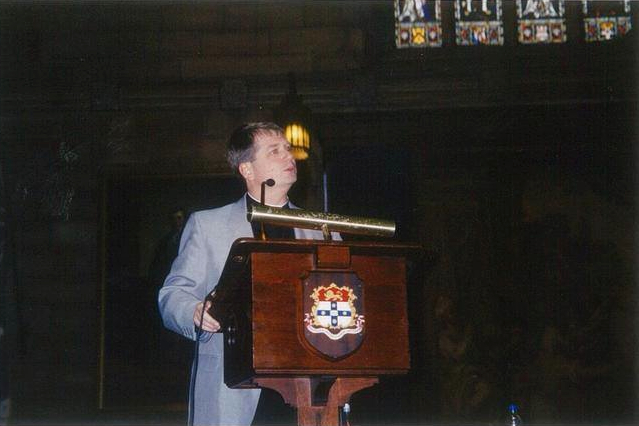
Pater Anthony Fisher OP (2003)

Wappen als Erzbischof von Sydney

Anthony Colin Joseph Fisher OP (* 10. März 1960 in Sydney, Australien), kurz: Anthony Fisher, ist ein australischer Ordensgeistlicher und römisch-katholischer Erzbischof von Sydney.

## Leben
Anthony Fisher studierte zunächst Geschichte und Rechtswissenschaften an der University of Sydney und war anschließend als Rechtsanwalt tätig. 1985 trat er der Ordensgemeinschaft der Dominikaner bei, studierte Katholische Theologie in Melbourne und empfing am 14. September 1991 die Priesterweihe durch Bischof Eusebius John Crawford OP. 1995 wurde er an der University of Oxford in Bioethik promoviert. Von 1995 bis 2000 lehrte er an der Australian Catholic University in Melbourne. 2000 war er Gründungsdirektor des Päpstlichen Instituts Johannes Paul II. für Studien über Ehe und Familie an der Päpstlichen Lateranuniversität; er hat seit 2000 den Lehrstuhl für Bioethik und Moral inne. Er ist zudem Stellvertretender Chancellor des Catholic Institute of Sydney.
Am 16. Juli 2003 ernannte ihn Papst Johannes Paul II. zum Titularbischof von Buruni und zum Weihbischof in Sydney. Die Bischofsweihe spendete ihm am 3. September 2003 George Pell, als damaliger Erzbischof von Sydney; Mitkonsekratoren waren Edward Bede Kardinal Clancy, emeritierter Erzbischof von Sydney, und Bernard Cyril O’Grady OP, Bischof von Gizo.
Am 8. Januar 2010 ernannte ihn Papst Benedikt XVI. zum Bischof von Parramatta. Am 18. September 2014 ernannte ihn Papst Franziskus zum Erzbischof von Sydney. Die Amtseinführung fand am 12. November desselben Jahres statt.
Anthony Fisher wurde 2015 von Edwin Frederick Kardinal O’Brien, Kardinal-Großmeister des Ritterordens vom Heiligen Grab zu Jerusalem, zum Großoffizier des Päpstlichen Laienordens ernannt. Zudem wurde er in Nachfolge von George Kardinal Pell zum Großprior der Statthalterei New South Wales in Australien bestellt.
Papst Franziskus ernannte ihn am 6. Mai 2015 zum Mitglied der Kongregation für die Glaubenslehre und Papst Leo XIV. berief ihn am 30. Juni 2025 zum Mitglied des Dikasteriums zur Förderung der Einheit der Christen.

## Wirken
Fisher veröffentlichte mehrere Bücher zu Fragen der Bioethik und Moral. Er war bioethischer Berater von Sydneys damaligen Kardinal George Pell und engagiert sich im Streit um das Abtreibungsmittel RU486 in Australien. Neben weiteren Aufgaben im Orden und im Erzbistum ist er ordentliches Mitglied der Päpstlichen Akademie für das Leben, Kaplan des Parlaments im Bundesstaat Victoria sowie Mitglied im Malteserorden. Er war Mitkoordinator des Weltjugendtages 2008 in Sydney.